# Natural Disaster
Singles par Example
Stay Awake
(2011) Midnight Sun
(2011)
Singles par Laidback Luke
Turbulence
(2011) Speak Up
(2011)
Natural Disaster est une chanson du Dj néerlandais Laidback Luke et du rappeur britannique Example. Extrait du troisième album studio du rappeur Playing in the Shadows, le single est sorti le 4 octobre 2011 aux États-Unis et le 16 octobre 2011 au Royaume-Uni. La chanson a été écrite par Example, Laidback Luke et Dipesh Parmar, produit par Laidback Luke. Le single entre dans le UK Indie Chart à la 27e et entre dans le UK Singles Chart à la 37e.

## Clip vidéo
Le clip a été mise en ligne le 14 septembre 2011

## Liste des pistes
| 1. | Natural Disaster (UK Radio Edit)                      | 2:59 |
| 2. | Natural Disaster (Andy C Remix)                       | 5:30 |
| 3. | Natural Disaster (Skream Remix)                       | 4:52 |
| 4. | Natural Disaster (Benny Benassi Remix)                | 5:20 |
| 5. | Natural Disaster (Nouveau Yorican Remix)              | 7:47 |
| 6. | Natural Disaster (Laidback Luke Extended Vocal Remix) | 6:59 |
| 7. | Natural Disaster (Instrumental Extended)              | 6:57 |

## Classement par pays
| Classement (2011)                 | Meilleure position |
| --------------------------------- | ------------------ |
| Australie (ARIA)                  | 92                 |
| Australie Classement dance (ARIA) | 20                 |
| Australie Classement Club (ARIA)  | 36                 |
| Belgique (Flandre Ultratip 100)   | 49                 |
| Slovaquie (IFPI Rádio)            | 31                 |
| Écosse (OCC)                      | 35                 |
| Royaume-Uni (UK Dance Chart)      | 7                  |
| Royaume-Uni (UK Indie Chart)      | 4                  |
| Royaume-Uni (UK Singles Chart)    | 37                 |

## Historique de sortie
| Pays        | Date            | Label             | Format                 |
| ----------- | --------------- | ----------------- | ---------------------- |
| Royaume-Uni | 16 octobre 2011 | Ministry of Sound | Téléchargement digital |